# بيرث أرت
بيرث أرت هي رسامة بلجيكية، ولدت في 26 ديسمبر 1857 في بروكسل في بلجيكا، وتوفيت في 27 فبراير 1934 في بروكسل في بلجيكا.